# Ouangolodougou
Ouangolodougou  è una città, sottoprefettura e comune della Costa d'Avorio, situata nella regione di Tchologo. È capoluogo dell'omonimo dipartimento e conta una popolazione di 74 519 abitanti (censimento 2014).